# Neofundulus
 Neofundulus  és un gènere de peixos de la família Rivulidae i de l'ordre dels ciprinodontiformes.

## Taxonomia
- Neofundulus acutirostratus (Costa, 1992)
- Neofundulus guaporensis (Costa, 1988)
- Neofundulus ornatipinnis (Myers, 1935)
- Neofundulus paraguayensis (Eigenmann & Kennedy, 1903)
- Neofundulus parvipinnis (Costa, 1988)[1][2][3][4][5]